# Noordenveld
Noordenveld és un municipi de la província de Drenthe, al nord-est dels Països Baixos. L'1 de gener del 2009 tenia 30.884 habitants repartits sobre una superfície de 205,36 km² (dels quals 4,2 km² corresponen a aigua).

## Centres de població
| Nucli       | Població | Nucli         | Població | Nucli          | Població     |
| ----------- | -------- | ------------- | -------- | -------------- | ------------ |
| Roden       | 14.844   | Lieveren      | 264      | Altena         | (bij Peize)  |
| Peize       | 5.328    | Langelo       | 237      | Alteveer       | 103          |
| Norg        | 3.737    | Foxwolde      | 228      | Een-West       | 232          |
| Veenhuizen  | 1.319    | Steenbergen   | 222      | Huis ter Heide | 133          |
| Nieuw-Roden | 1.318    | Zuidvelde     | 195      | Matsloot       | 40           |
| Nietap      | 1.086    | Westervelde   | 158      | Peizermade     | (Peize)      |
| Een         | 853      | Leutingewolde | 152      | Peizerwold     | (Peize)      |
| Roderesch   | 346      | Peest         | 121      | Sandebuur      | (Roderwolde) |
| Roderwolde  | 342      |               |          | Terheijl       | (Nietap)     |

## Política
Resultats de les eleccions locals i generals de 2006
| Partit           | Locals 2006 | Generals 2006 |
| ---------------- | ----------- | ------------- |
|                  | in %        | in %          |
| Total            | 66,7        | 85,7          |
| Gemeentebelangen | 29,4        | -             |
| PvdA             | 27,5        | 37,4          |
| VVD              | 13,9        | 20,5          |
| GroenLinks       | 10,8        | 5,2           |
| CDA              | 10,3        | 19,7          |
| ChristenUnie     | 5,7         | 2,3           |
| D66              | -           | 4,7           |
| SP               | -           | 4,6           |
| LPF              | -           | 4,2           |
| SGP              | -           | 0,2           |